# Farmakon
Farmakon — третий полноформатный студийный альбом финской фьюнерал-дум-метал-группы Skepticism, вышедший в 2003 году.

## Об альбоме
Слово Farmakon с латинского переводится как яд, приворотное зелье. Обложка альбома создана Tuomas Laitinen. Композиция под номером 4 названия не имеет. В России диск был издан лейблом Irond в 2005 году.

## Список композиций
| №                   | Название                             | Длительность |
| ------------------- | ------------------------------------ | ------------ |
| 1.                  | «The Raven And The Backward Funeral» | 7:38         |
| 2.                  | «Shred Of Light, Pinch Of Endless»   | 8:19         |
| 3.                  | «Farmakon Process»                   | 6:17         |
| 4.                  | «(Untitled)»                         | 13:15        |
| 5.                  | «Nowhere»                            | 14:09        |
| 6.                  | «Nothing»                            | 12:40        |
| Общая длительность: | Общая длительность:                  | 1:02:18      |

## Участники записи
- Matti — вокал
- Jani Kekarainen — гитара
- Eero Poyry — клавишные
- Lasse Pelkonen — ударные